# Aelurognathus
Aelurognathus (en griego, "mandíbulas de gato") es un género extinto de terápsidos. Fue descrito por Sidney Henry Haughton en 1924. Según Eva Gebauer (2007), Prorubidgeia es un sinónimo de este género.
La especie tipo, Aelurognathus tigriceps (sinónimo Scymnognathus tigriceps, Haughton, 1924), medía alrededor de 1,5 metros de desde el hocico hasta la cola. Su cráneo rondaba los 30 centímetros de longitud, y era grande y pesado, con formas redondeadas y potentes arcos cigomáticos. El hocico estaba muy comprimido lateralmente. La bóveda palatina estaba muy desarrollada y ligeramente curvada hacia abajo.

## Galería

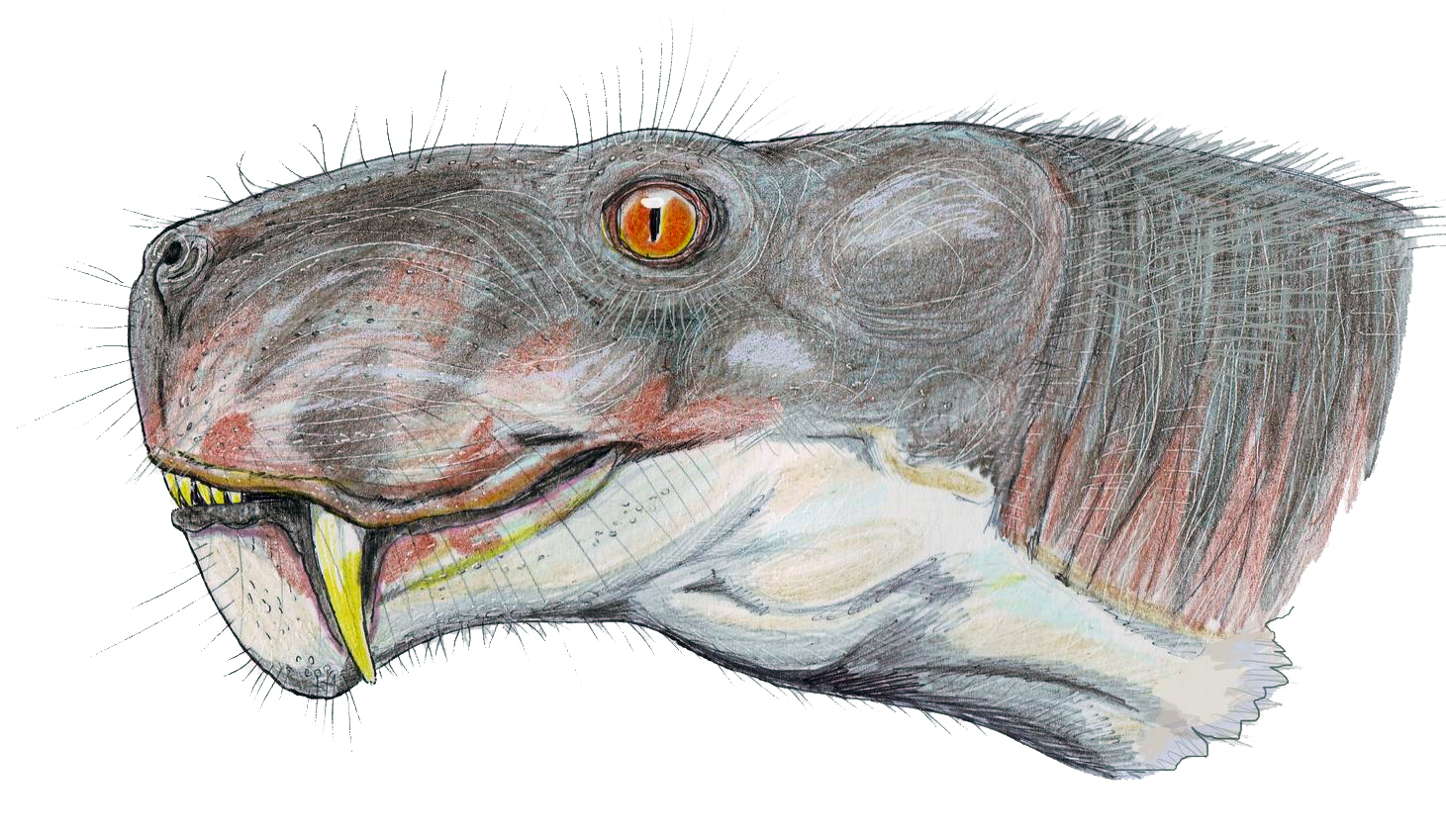
A. tigriceps
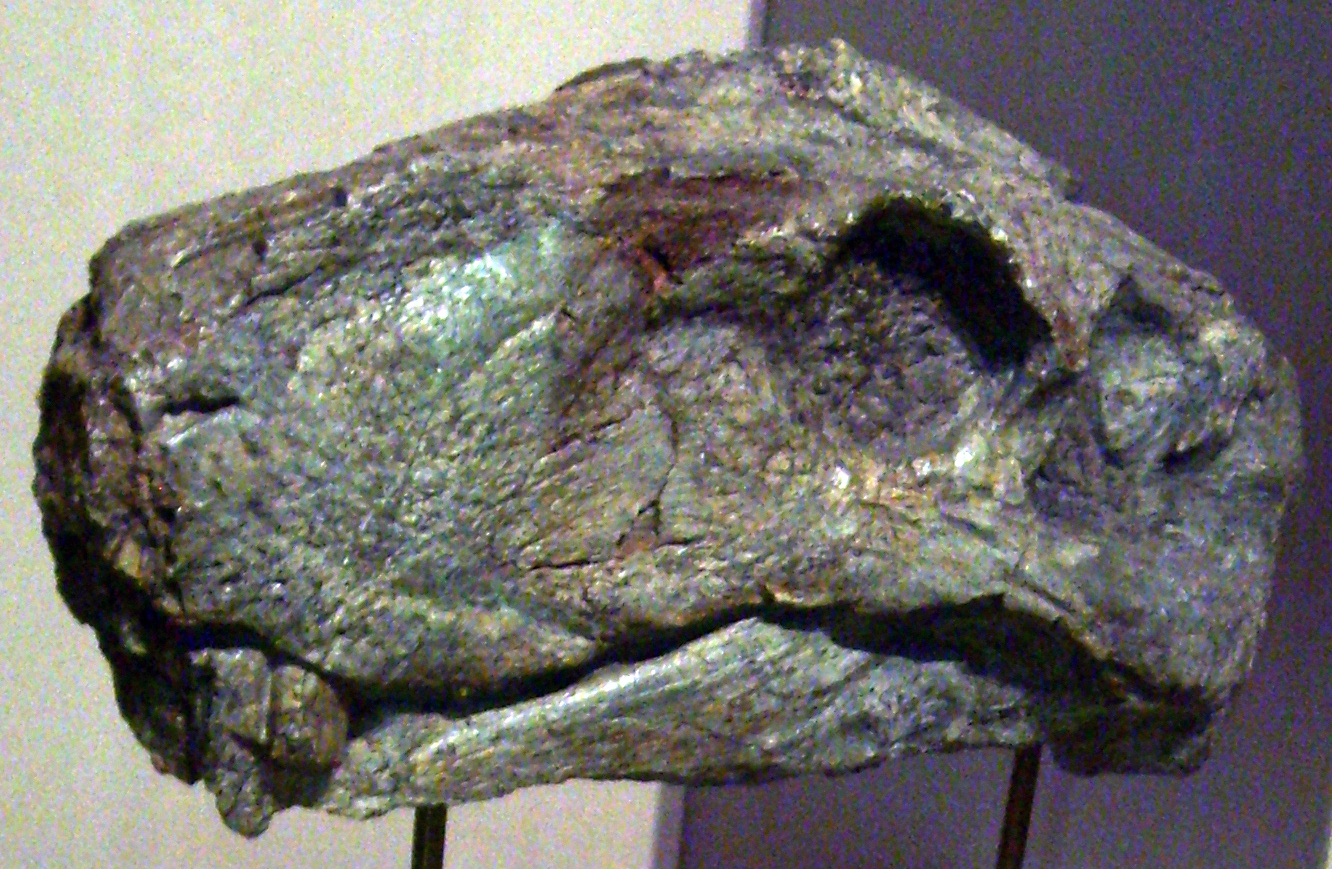
Cráneo de Aelurognathus